# Normanbya normanbyi
Normanbya normanbyi là một loài thực vật có hoa thuộc họ Arecaceae.
Loài này chỉ có ở Queensland, Úc. Chúng hiện đang bị đe dọa vì mất môi trường sống.